# Audrix

Audrix este o comună în departamentul Dordogne din sud-vestul Franței. În 2009 avea o populație de 294 de locuitori.

## Evoluția populației
| An        | 1975 | 1982 | 1990 | 1999 | 2006 | 2009 |
| --------- | ---- | ---- | ---- | ---- | ---- | ---- |
| Populație | 120  | 130  | 180  | 238  | 280  | 294  |